# Skäran (ö)
Skäran är en ö i Finland. Den ligger i Norra kvarken och i kommunen Korsholm i den ekonomiska regionen  Vasa i landskapet Österbotten, i den västra delen av landet. Ön ligger omkring 28 kilometer norr om Vasa och omkring 400 kilometer nordväst om Helsingfors.
Öns area är 1,9 hektar och dess största längd är 300 meter i nord-sydlig riktning.